# سویتلانا فریشکو
سویتلانا فریشکو (انگلیسی: Svitlana Frishko؛ زادهٔ ۱۵ مارس ۱۹۷۶) بازیکن فوتبال اهل اوکراین است.
از باشگاه‌هایی که در آن بازی کرده‌است می‌توان به Zhytlobud-1 Kharkiv اشاره کرد.
وی همچنین در تیم ملی فوتبال زنان اوکراین بازی کرده‌است.